# Alchemilla polylepis
Alchemilla polylepis é uma espécie de rosácea do gênero Alchemilla, pertencente à família Rosaceae.